# オランダ特許庁
オランダ特許庁（オランダとっきょちょう、オランダ語: Octrooicentrum Nederland）は、オランダの行政機関のひとつで、経済省に属し、特許の権利付与を所掌する。

## 概要
ハーグ近郊のレイスウェイク（Rijswijk）に位置し、欧州特許庁と同じ敷地内にある。